# Теодор Траянов
Теодор Василев Траянов е български поет символист, шахматист и шахматен деятел.

## Биография

### Младежки години
Теодор Траянов е роден на 30 януари 1882 г. в Пазарджик в семейството на съдия и учителка. Баща му Васил Тодоров Траянов е роден в Скопие, по произход от Кожле, Македония, а майка му Елена Лютова е родена в град Велес. Брат му Асен Траянов (1885 – 1940) е военен инженер и изследовател на Венецуела. Теодор завършва Първа мъжка гимназия в София (1899). Следва във Физико-математическия факултет на Софийския университет (1899 – 1900) и във Висшето техническо училище във Виена (1901 – 1908). Дипломира се, като архитект. Участва, като доброволец в двете балкански войни през 1912 – 1913. Включва се в четата на Христо Чернопеев.

### Кариера
Заема различни дипломатически длъжности в Българската легация във Виена (1914 – 1920) и в Българското генерално консулство в Бреслау (Вроцлав, 1922). През 1921 г. временно е освободен от длъжност и пребивава в България. През 1923 г. правителството на Александър Цанков окончателно го отзовава. Траянов се завръща в родината и се отдава на литературна дейност. В периода 1926 – 1933 г. е учител в Първа мъжка гимназия в София. Член-учредител е на Македонския научен институт.

## Творчество
За пръв път печата стихове през 1899 г. в сп. „Смях“. Сътрудничи на списанията „Българска сбирка“, „Наш живот“, „Демократически преглед“, „Художник“, „Ново общество“, „Съвременник“, „Съвременна мисъл“, „Свобода“, „Художествена култура“, „Факел“, „Звено“, „Народ и армия“, „Везни“, „Парнас“, „Хиперион“, „Модерно изкуство“, на алманаха „Южни цветове“, на вестниците „Ден“, „Оса“, „Злъчка“, „Епоха“, „Вестник на жената“, „Зора“, „Литературни новини“, „Мисъл“, „Заря“, „Литературен глас“, „Литературен свят“, „Мир“, „Литературен живот“ и др. Участва в литературни сборници и антологии – „Българска антология“ (1910), „Поетична година“ (1915), „Най-отбрани песни“ (1917), „Млада България“ (1922), „Одрин“ (1923), „Лорд Байрон“ (1924). Заедно с Иван Радославов и Людмил Стоянов редактира през 1922 – 1931 най-голямото българско символистично списание – „Хиперион“.
Съществено влияние върху идейно-естетическото му съзряване оказва дългогодишното му пребиваване във Виена: запознава се в оригинал с трудове на немски философи като Йохан Готлиб Фихте, Георг Вилхелм Хегел, Едмунд Хусерл, Фридрих Ницше, с писатели романтици и неоромантици; приет е от виенската артистична бохема, свързва се с писатели като Райнер Мария Рилке, Артур Шницлер, Хуго фон Хофманстал, Стефан Георге, Херман Бар и др. Включва се във виенския културен живот – негова драматизация (пантомима) на „Младият крал“ от Оскар Уайлд (музика Д. Караджов) е поставена във Фолксопер (1914).
Траянов е най-последователният български поет символист, за когото символизмът е преди всичко философия. Творец с високо самосъзнание; символистичната му поетика е по-скоро от рационален, отколкото от интуитивен тип. Заедно с Пейо Яворов Траянов е родоначалник на българския символизъм. Мнозина критици (най-вече от кръга около списание „Хиперион“) смятат стихотворението му „Нов ден“ (сп. „Художник“, 1905) за начало на символистичното направление в България. Иван Радославов провъзгласява Траянов за създател на нова епоха в българската литература.
Цялото творчество на Траянов е подчинено на стройна концепция – постигане на универсалното чрез пълното изживяване на индивидуализма („Regina mortua“, „Химни и балади“) и чрез превъплъщаване на българския дух, отразен в историческата съдба („Български балади“), националния мит („Романтични песни“) и националния гений („Пантеон“). Като отхвърля непосредната изповедност, поетът дири надличностното, космичното, трансценденталното. Стремежът му да проникне в мистично-ирационалните видения на душата – мъртвата царкиня, да проследи подсъзнателния ѝ живот впечатлява повече като идея, отколкото като пластичен израз. Образната система на Траянов не надхвърля символистичната конвенция и носи редица традиционни реалистично-импресионистични черти. Сред българските символисти Траянов се откроява с богоборческия и жизнеутвърждаващ дух на поезията си. Той съчетава българската магика и месианство (символ на източното присъствие в българската съдба и характер) с романтичен титанизъм (символ на освободения европейски човек). Характерни за него са митологичните образи, свързани с варварското прабитие, с богомилството и адамитството.
Въплъщение на житейското и творческото му кредо – победа на духа над материалния живот, е кн. „Пантеон“ – поетична апология на избраниците на духа, одически химн на световни и български прокълнати поети, оригинална по замисъл и артистично превъплъщение антология, която има известно сходство с „На Острова на блажените“ на П. П. Славейков.
Траянов е автор на статии и рецензии за литература, театър и музика, печатани предимно в сп. „Хиперион“.
Превежда драмите „Ричард III“ от Уилям Шекспир, „Фиеско“ от Фридрих Шилер, „Шутът Тантрис“ от Е. Хард, „Принц фон Хомбург“ от Хайнрих фон Клайст, поставяни в Народния театър в София. Адаптира на български език произведения за деца.
Псевдоними: Анжар, Т. Мур, Т. Т., Т. Тр.
Една част от личния му архив се съхранява във фонд 110К в Централния държавен архив. Той се състои от 5 архивни единици от периода 1938 – 1945 г. Друга част се съхранява във фонд 562К в Държавен архив – Пазарджик. Той се състои от 294 архивни единици от периода 1873 – 2012 г.

## Шахмат
Траянов започва да се занимава с шахмат като ученик в Първа мъжка гимназия под влиянието на тогавашния директор Кунчо Кутинчев. През 1898 г. в София играе в първото официално шахматно състезание в България с професора по математика Димитър Табаков, като завършват наравно 3:3. Впоследствие развива шахматния си талант във Виена. През 1907 г. печели първото неофициално първенство по шахмат, провело се в кафене „Смолницки“, като побеждава във всички партии. През 1931 г. става председател на новоучредения Българския шахматен съюз. На 13 април 1936 г. играе партия, която завършва наравно с Александър Алехин на сеанса му в София.

## Смърт
Христо Троански пише в книгата си „Убийствено червено“ (София, самиздат, 2004 г.):
| „ | На 20 декември 1944 г. започват първите два процеса на „народния съд“. В София се засилват мерките за „удържане на положението срещу надигащите се реакционни сили“. Но що за „реакционна сила“ е внезапно арестуваният и отведен в Дирекцията на милицията поет Теодор Траянов? По-това време авторът на знаменитата балада „Тайните на Струма“ е болен от рак. Знаели ли са инквизиторите му? Няма значение. Неговото име отдавна фигурира в „писателския“ списък на Главинчев, а той още живее! Нечий пропуск, който трябва да бъде отстранен. Поетът многократно е пребиван от бой дотолкова жестоко, че очните му ябълки се пръснали. И за да не умре в подземията на Дирекцията, откарват го в Александровската болница. Негови близки, получили разрешение да го посетят, намират Траянов захвърлен в някакъв склад сред купища въжета. През повечето време е в полусъзнание, ръцете му треперят и едвам повдига с пръсти клепачите си, за да гледа – те са парализирани. Няма документ, който да потвърждава, че поетът е „пребивавал“ в сградата при Лъвов мост и изобщо, че е бил привикан от органи на милицията. Още през септември Трайчо Костов е предупредил: никакви документи! В противен случай ще се търси лична отговорност. Има фалшифициран акт за смъртта на Траянов. От 15 януари 1945 г. Безсмислено е да се цитират неистини. Така си отива от този свят „най-храбрият български писател“, както го нарича Николай Райнов, понеже включваният в номинациите за Нобелова премия автор на „Пантеон“ е и един от малцината българи, носители на златния кръст за храброст – от участието му във войните. | “ |

## Памет
На Теодор Траянов е наречена улица в квартал „Надежда III“ в София (Карта).

## Съчинения
- Regina mortua. Стихотворения. 1909
- Химни и балади. Избрани стихотворения. 1902 – 1909. 1912
- Български балади. 1921, 1995
- Песен на песните. 1923
- Романтични песни. София, 1926
- Освободеният човек. 1905 – 1911, 1929
- Пълно събрание на съчиненията: Т. 1 – 3: Т. 3 София: Ст. Атанасов 1929.
- Декламаториум. Най-популярни песни и поеми. 1932
- Пешо чорлавият. Истории за непослушни деца. Нагодил на бълг. ез..., 1933
- Пантеон, 1934.
- Най-хубавите басни за деца. Нагодил на бълг. ез... 1934
- Едно, две, три... Стихове от... Пантеон. 1934
- Земя и дух. 1921 – 1926. Кн. 1. 1941
- Избрани стихотворения. 1966
- Избрани творби. 1981
- Венчани духовно Дневник и стихотворения: Писма от Теодор Траянов. София УИ „Св. Кл. Охридски“ 2000.